# Muskan Khatun
Muskan Khatun est une militante népalaise des droits de l'homme. 

## Biographie
Muskan Khatun est victime d'une attaque à l'acide, à l'âge de 15 ans, après avoir refusé les avances romantiques d'un garçon. Elle a fait campagne pour une législation et a contribué à faire adopter des lois prévoyant des mesures sévères contre les agresseurs au Népal. Le 8 mars 2021, elle reçoit, du département d'État des États-Unis, le Prix international de la femme de courage,.